# Ed Bird-Estella Lakes Park
Ed Bird-Estella Lakes Park är en park i Kanada.   Den ligger i provinsen British Columbia, i den centrala delen av landet, 3 600 km väster om huvudstaden Ottawa. Ed Bird-Estella Lakes Park ligger 788 meter över havet.
Terrängen runt Ed Bird-Estella Lakes Park är kuperad västerut, men österut är den platt.Trakten runt Ed Bird-Estella Lakes Park är nära nog obefolkad, med mindre än två invånare per kvadratkilometer..
I omgivningarna runt Ed Bird-Estella Lakes Park växer i huvudsak barrskog.